# 전병훈
전병훈(全秉薰, 1857년 - 1927년)은 구한말의 사상가이다. 호는 성암(成庵)이고, 본관은 정선이다. 평안남도에서 출생했다.
조선 철종 9년(1857)에 태어나, 고종 29년(1892)에 의금부 도사, 대한제국 광무 3년(1899)에 대한제국 중추원 의관을 지냈으며, 순종이 즉위하던 해(1907)에 관직을 버리고 중국 광동으로 건너가 정신연구에 몰두하였다. 자는 서우(曙宇),호는 성암(成菴)외에도 취당(醉堂)이 있으며 도호는 현빈도인(玄牝道人)이다. 1920년에 저서 정신철학통편(精神哲學通編)이 출간되었다.

## 저서
《정신철학통편(精神哲學通編)》